# Ottokar Lorenz
Ottokar Lorenz, född 17 september 1832 i Iglau i Mähren, död 13 maj 1904 i Jena, var en österrikisk-tysk historiker.
Lorenz blev 1856 docent och 1857 tillika tjänsteman vid statsarkivet, 1860 extraordinarie och 1862 ordinarie professor vid Wiens universitet. Sin arkivtjänst miste han 1865 åtminstone delvis på grund av misshagliga åsikter. I längden fann han sin ställning i Wien olidlig och flyttade 1885 som professor till Jena.
Lorenz var starkt politiskt intresserad; i sin historiekritik framhöll han vikten av omfattande kunskaper och självständigt omdöme gentemot mekanisk metodik. Mycket arbete nedlade han på genealogisk forskning. I sitt verk Kaiser Wilhelm und die Begründung des Reiches 1866–71 (1902) bygger han bland annat på meddelanden av hertig Ernst II av Sachsen-Coburg-Gotha och storhertig Fredrik I av Baden, tilldelar kejsar Vilhelm övervägande del i rikets grundläggning, klandrar medgivandena åt Bayern och vänder sig mot Heinrich von Sybel och Otto von Bismarcks "Gedanken und Erinnerungen".